# Craqueo catalítico

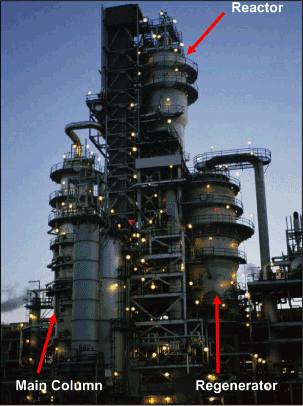
Una típica unidad de craqueo catalítico.

El término craqueo catalítico o cracking catalítico, abreviado comúnmente con las siglas FCC (del inglés Fluid Catalytic Cracking) es un proceso de la refinación del petróleo que consiste en la descomposición termal de los componentes del petróleo en presencia de un catalizador, con el propósito de craquear hidrocarburos pesados cuyo punto de ebullición es igual o superior a los 315 °C, y convertirlos en hidrocarburos livianos  de cadena corta cuyo punto de ebullición se encuentra por debajo de los 221 °C. Dichos catalizadores se presentan en forma granular o microesférica. Los catalizadores usualmente se componen por óxido de silicio (SiO2) y  alúmina (Al2O3). El mineral más comúnmente usado para este fin es la faujasita.
Su finalidad no es otra que la de obtener la mayor cantidad de hidrocarburos livianos de gran aprecio para la industria; la mayoría de las cargas a las unidades de ruptura catalítica la constituyen gasóleos, aceites pesados como el DMOH y el DMO (aceite demetalizado hidrogenado y aceite demetalizado, respectivamente). El craqueo catalítico produce naftas e hidrocarburos aromáticos de alto octanaje, como el benceno por medio de la conversión de cicloalcanos y parafinas.
El craqueo y el reformado catalítico hacen que la refinería pueda responder a los cambios que se producen en la demanda. Las personas a cargo de la programación de la producción se encargan de definir el ruteo de las distintas corrientes obtenidas en la destilación a través de los diversos procesos de conversión, para adecuar la cantidad y calidad de los productos finales, según la demanda.
El primer uso comercial del craqueo catalítico se produjo en 1915, cuando Almer M. McAfee de Gulf Refining Company desarrolló un proceso por lotes utilizando cloruro de aluminio (un catalizador de Friedel Crafts conocido desde 1877) para romper catalíticamente aceites de petróleo pesado. Sin embargo, el costo prohibitivo del catalizador impidió el uso generalizado de los procesos de McAfee en esa época.